# Thérèse-Dominique Farré
Thérèse-Dominique Farré (* 28. März 1830 in Lyon; † 21. Januar 1894 in Bourg-en-Bresse) war eine französische römisch-katholische Nonne und Ordensgründerin.

## Leben und Werk
Marie-Thérèse Farré wuchs in Bourg als Kind eines Schusters auf und besuchte von 1837 bis 1842 die Schule. Ab dem Alter von 12 Jahren arbeitete sie als Näherin. 1849 starb ihr Vater, dem sie innerlich sehr verbunden war, und sie wurde Ernährerin der Familie. Ihre schon früh sich offenbarende Frömmigkeit entwickelte sich in eine mystische Richtung mit Visionserlebnissen. 1855 trat sie in den Dritten Orden der Dominikaner ein, nahm den Ordensnamen Thérèse-Dominique an und gründete 1860 mit drei Gleichgesinnten eine Kongregation von Krankenpflegerinnen, die Soeurs dominicaines du coeur immaculé de Marie (Dominikanerinnen vom Unbefleckten Herzen Mariens). Sie lebten nur von Almosen; ihre geistliche Betreuung oblag dem Abbé Joseph-Marie Borge (1797–1892). Die Ordensregel wurde 1865 von Bischof Pierre-Henri Gérault de Langalerie von Belley genehmigt. 1869 gründete Thérèse-Dominique ein zweites Haus in Loudun. 1872 wurde die Kongregation durch den Vatikan genehmigt. Nach langem Siechtum starb Thérèse-Dominique im Alter von 63 Jahren. 1933 wurde die Kongregation an den Dominikanerorden angeschlossen.

## Werke
- Directoire spirituel des Religieuses garde-malades du Tiers-Ordre de Saint Dominique de la congrégation du Très-Saint et Immaculée Coeur de Marie de Bourg (Ain). Comte-Milliet, Bourg 1872.